# Kelevíz
Kelevíz es un pueblo ubicado en el distrito de Marcali, en el condado de Somogy, Hungría.

## Superficie
Posee una superficie de 4,910 kilómetros cuadrados.

## Demografía
Hasta 2019 la población era de 337 habitantes, con una densidad de población de 68,64 habitantes por kilómetro cuadrado.